# Campeonato Europeo de Baloncesto Masculino de 1997
El XXX Campeonato Europeo de Baloncesto Masculino se celebró en España entre el 25 de junio y el 6 de julio de 1997. Las sedes escogidas fueron el Palau Sant Jordi de Barcelona, que albergó la fase final, el Pabellón Olímpico de Badalona y el Pabellón Municipal Girona-Fontajau de Gerona.

## Sedes
| Ciudad    | Instalación                        | Capacidad |
| --------- | ---------------------------------- | --------- |
| Badalona  | Pabellón Olímpico                  | 12.500    |
| Barcelona | Palau Sant Jordi                   | 17.000    |
| Gerona    | Pabellón Municipal Gerona-Fontajau | 5.500     |

## Grupos
| Grupo A              | Grupo B   | Grupo C | Grupo D  |
| -------------------- | --------- | ------- | -------- |
| Bosnia y Herzegovina | Francia   | Italia  | Alemania |
| Grecia               | Israel    | Letonia | Croacia  |
| Rusia                | Lituania  | Polonia | España   |
| Turquía              | Eslovenia | Serbia  | Ucrania  |

## Primera fase

### Grupo A
| Equipo               | J | G | P | T+  | T-  | DT  | PTS |
| -------------------- | - | - | - | --- | --- | --- | --- |
| Grecia               | 3 | 3 | 0 | 226 | 200 | +26 | 6   |
| Rusia                | 3 | 2 | 1 | 224 | 185 | +39 | 5   |
| Turquía              | 3 | 1 | 2 | 178 | 223 | -45 | 4   |
| Bosnia y Herzegovina | 3 | 0 | 3 | 193 | 213 | -20 | 3   |

| Fecha    | Partido              | Partido | Partido              | Resultado |
| -------- | -------------------- | ------- | -------------------- | --------- |
| 25.06.97 | Bosnia y Herzegovina | -       | Rusia                | 55-65     |
| 25.06.97 | Grecia               | -       | Turquía              | 74-52     |
| 26.06.97 | Turquía              | -       | Bosnia y Herzegovina | 70-62     |
| 26.06.97 | Rusia                | -       | Grecia               | 72-74     |
| 27.06.97 | Rusia                | -       | Turquía              | 87-56     |
| 27.06.97 | Grecia               | -       | Bosnia y Herzegovina | 78-76     |

### Grupo B
| Equipo    | J | G | P | T+  | T-  | DT  | PTS |
| --------- | - | - | - | --- | --- | --- | --- |
| Lituania  | 3 | 3 | 0 | 245 | 215 | +30 | 6   |
| Israel    | 3 | 2 | 1 | 217 | 225 | -8  | 5   |
| Francia   | 3 | 1 | 2 | 250 | 257 | -7  | 4   |
| Eslovenia | 3 | 0 | 3 | 210 | 225 | -15 | 3   |

| Fecha    | Partido   | Partido | Partido   | Resultado |
| -------- | --------- | ------- | --------- | --------- |
| 25.06.97 | Lituania  | -       | Israel    | 75-60     |
| 25.06.97 | Eslovenia | -       | Francia   | 75-85     |
| 26.06.97 | Francia   | -       | Lituania  | 88-94     |
| 26.06.97 | Israel    | -       | Eslovenia | 69-68     |
| 27.06.97 | Lituania  | -       | Eslovenia | 75-67     |
| 27.06.97 | Francia   | -       | Israel    | 82-88     |

### Grupo C
| Equipo              | J | G | P | T+  | T-  | DT  | PTS |
| ------------------- | - | - | - | --- | --- | --- | --- |
| Italia              | 3 | 3 | 0 | 239 | 209 | +30 | 6   |
| Serbia y Montenegro | 3 | 2 | 1 | 281 | 239 | +42 | 5   |
| Polonia             | 3 | 1 | 2 | 227 | 263 | -36 | 4   |
| Letonia             | 3 | 0 | 3 | 243 | 279 | -36 | 3   |

| Fecha    | Partido             | Partido | Partido             | Resultado |
| -------- | ------------------- | ------- | ------------------- | --------- |
| 25.06.97 | Serbia y Montenegro | -       | Polonia             | 103-76    |
| 25.06.97 | Letonia             | -       | Italia              | 75-80     |
| 26.06.97 | Italia              | -       | Serbia y Montenegro | 74-69     |
| 26.06.97 | Polonia             | -       | Letonia             | 86-79     |
| 27.06.97 | Serbia y Montenegro | -       | Letonia             | 108-89    |
| 27.06.97 | Italia              | -       | Polonia             | 80-65     |

### Grupo D
| Equipo   | J | G | P | T+  | T-  | DT  | PTS |
| -------- | - | - | - | --- | --- | --- | --- |
| España   | 3 | 3 | 0 | 227 | 184 | +43 | 6   |
| Croacia  | 3 | 1 | 2 | 234 | 228 | +6  | 4   |
| Alemania | 3 | 1 | 2 | 195 | 202 | -7  | 4   |
| Ucrania  | 3 | 1 | 2 | 209 | 251 | -42 | 4   |

| Fecha    | Partido  | Partido | Partido  | Resultado |
| -------- | -------- | ------- | -------- | --------- |
| 25.06.97 | Croacia  | -       | Alemania | 75-55     |
| 25.06.97 | Ucrania  | -       | España   | 54-82     |
| 26.06.97 | España   | -       | Croacia  | 78-71     |
| 26.06.97 | Alemania | -       | Ucrania  | 81-60     |
| 27.06.97 | Croacia  | -       | Ucrania  | 88-95     |
| 27.06.97 | España   | -       | Alemania | 67-59     |

## Segunda fase

### Grupo E
| Equipo   | J | G | P | T+  | T-  | DT  | PTS |
| -------- | - | - | - | --- | --- | --- | --- |
| Grecia   | 6 | 6 | 0 | 464 | 419 | +45 | 12  |
| Rusia    | 6 | 5 | 1 | 497 | 398 | +99 | 11  |
| Lituania | 6 | 4 | 2 | 468 | 466 | +2  | 10  |
| Turquía  | 6 | 3 | 3 | 426 | 458 | -32 | 9   |
| Israel   | 6 | 2 | 4 | 439 | 478 | -39 | 8   |
| Francia  | 6 | 1 | 5 | 472 | 512 | -40 | 7   |

- Resultados

| Fecha    | Partido  | Partido | Partido  | Resultado |
| -------- | -------- | ------- | -------- | --------- |
| 29.06.97 | Turquía  | -       | Israel   | 81-71     |
| 29.06.97 | Rusia    | -       | Francia  | 93-80     |
| 29.06.97 | Grecia   | -       | Lituania | 73-66     |
| 30.06.97 | Israel   | -       | Rusia    | 69-87     |
| 30.06.97 | Francia  | -       | Grecia   | 71-80     |
| 30.06.97 | Lituania | -       | Turquía  | 93-85     |
| 01.07.97 | Turquía  | -       | Francia  | 82-71     |
| 01.07.97 | Grecia   | -       | Israel   | 85-82     |
| 01.07.97 | Rusia    | -       | Lituania | 93-64     |

### Grupo F
| Equipo   | J | G | P | T+  | T-  | DT  | PTS |
| -------- | - | - | - | --- | --- | --- | --- |
| Italia   | 6 | 6 | 0 | 443 | 399 | +44 | 12  |
| Serbia   | 6 | 5 | 1 | 512 | 444 | +68 | 12  |
| España   | 6 | 4 | 2 | 461 | 387 | +74 | 10  |
| Polonia  | 6 | 3 | 3 | 451 | 519 | -68 | 9   |
| Croacia  | 6 | 1 | 5 | 440 | 443 | -3  | 7   |
| Alemania | 6 | 1 | 5 | 406 | 443 | -37 | 7   |

- Resultados

| Fecha    | Partido  | Partido | Partido  | Resultado |
| -------- | -------- | ------- | -------- | --------- |
| 29.06.97 | Polonia  | -       | Croacia  | 77-76     |
| 29.06.97 | Serbia   | -       | Alemania | 88-73     |
| 29.06.97 | Italia   | -       | España   | 63-60     |
| 30.06.97 | Croacia  | -       | Serbia   | 62-64     |
| 30.06.97 | Alemania | -       | Italia   | 62-67     |
| 30.06.97 | España   | -       | Polonia  | 104-61    |
| 01.07.97 | Polonia  | -       | Alemania | 86-76     |
| 01.07.97 | Serbia   | -       | España   | 79-70     |
| 01.07.97 | Italia   | -       | Croacia  | 74-68     |

## Fase final
|  | Cuartos de final | Cuartos de final |        |       | Semifinales            | Semifinales            |  |  | Final | Final |
|  |                  |                  |        |       |                        |                        |  |  |       |       |
|  |                  |                  |        |       |                        |                        |  |  |       |       |
|  |                  |                  |        |       |                        |                        |  |  |       |       |
|  | Grecia           | 72               |        |       |                        |                        |  |  |       |       |
|  | Grecia           | 72               |        |       |                        |                        |  |  |       |       |
|  | Polonia          | 62               |        |       |                        |                        |  |  |       |       |
|  | Polonia          | 62               | Grecia | 80    |                        |                        |  |  |       |       |
|  |                  |                  | Grecia | 80    |                        |                        |  |  |       |       |
|  |                  | Serbia           | 88     |       |                        |                        |  |  |       |       |
|  | Lituania         | Serbia           | 88     | 60    |                        |                        |  |  |       |       |
|  | Lituania         |                  |        | 60    |                        |                        |  |  |       |       |
|  | Serbia           | 75               |        |       |                        |                        |  |  |       |       |
|  | Serbia           | 75               | Serbia | 61    |                        |                        |  |  |       |       |
|  |                  |                  | Serbia | 61    |                        |                        |  |  |       |       |
|  |                  | Italia           | 49     |       |                        |                        |  |  |       |       |
|  | Rusia            | Italia           | 49     | 70    |                        |                        |  |  |       |       |
|  | Rusia            |                  |        | 70    |                        |                        |  |  |       |       |
|  | España           | 67               |        |       |                        |                        |  |  |       |       |
|  | España           | 67               | Rusia  | 65    | Tercer y cuarto puesto | Tercer y cuarto puesto |  |  |       |       |
|  |                  |                  | Rusia  | 65    | Tercer y cuarto puesto | Tercer y cuarto puesto |  |  |       |       |
|  |                  | Italia           | 67     |       |                        |                        |  |  |       |       |
|  | Turquía          | Italia           | 67     | 43    | Grecia                 | 77                     |  |  |       |       |
|  | Turquía          |                  |        | 43    | Grecia                 | 77                     |  |  |       |       |
|  | Italia           | 66               |        | Rusia | 97                     |                        |  |  |       |       |
|  | Italia           | 66               |        |       | 97                     |                        |  |  |       |       |
|  |                  |                  |        |       |                        |                        |  |  |       |       |
|  |                  |                  |        |       |                        |                        |  |  |       |       |

### Puestos del 5 al 8
|  | Puestos del 5 al 8 | Puestos del 5 al 8 |    |         | Puesto 5 | Puesto 5 |  |
|  |                    |                    |    |         |          |          |  |
|  |                    |                    |    |         |          |          |  |
|  |                    |                    |    |         |          |          |  |
|  | Polonia            | 55                 |    |         |          |          |  |
|  | Lituania           | 76                 |    |         |          |          |  |
|  |                    |                    |    |         |          |          |  |
|  |                    |                    |    |         |          |          |  |
|  |                    |                    |    |         | Lituania | 93       |  |
|  |                    | España             | 94 |         |          |          |  |
|  |                    |                    |    |         |          |          |  |
|  |                    |                    |    |         |          |          |  |
|  |                    |                    |    |         | Puesto 7 |          |  |
|  |                    |                    |    |         |          |          |  |
|  | España             | 86                 |    | Polonia | 89       |          |  |
|  | Turquía            | 81                 |    |         | Turquía  | 87       |  |

### Puestos del 9 al 12
|  | Puestos del 9 al 12 | Puestos del 9 al 12 |    |          | Puesto 9  | Puesto 9 |  |
|  |                     |                     |    |          |           |          |  |
|  |                     |                     |    |          |           |          |  |
|  |                     |                     |    |          |           |          |  |
|  | Israel              | 84                  |    |          |           |          |  |
|  | Alemania            | 75                  |    |          |           |          |  |
|  |                     |                     |    |          |           |          |  |
|  |                     |                     |    |          |           |          |  |
|  |                     |                     |    |          | Israel    | 91       |  |
|  |                     | Francia             | 84 |          |           |          |  |
|  |                     |                     |    |          |           |          |  |
|  |                     |                     |    |          |           |          |  |
|  |                     |                     |    |          | Puesto 11 |          |  |
|  |                     |                     |    |          |           |          |  |
|  | Francia             | 84                  |    | Alemania | 93        |          |  |
|  | Croacia             | 79                  |    |          | Croacia   | 100      |  |

### Puestos del 13 al 16
|  | Puestos del 13 al 16 | Puestos del 13 al 16 |    |                      | Puesto 13 | Puesto 13 |  |
|  |                      |                      |    |                      |           |           |  |
|  |                      |                      |    |                      |           |           |  |
|  |                      |                      |    |                      |           |           |  |
|  | Bosnia y Herzegovina | 61                   |    |                      |           |           |  |
|  | Eslovenia            | 73                   |    |                      |           |           |  |
|  |                      |                      |    |                      |           |           |  |
|  |                      |                      |    |                      |           |           |  |
|  |                      |                      |    |                      | Eslovenia | 75        |  |
|  |                      | Ucrania              | 80 |                      |           |           |  |
|  |                      |                      |    |                      |           |           |  |
|  |                      |                      |    |                      |           |           |  |
|  |                      |                      |    |                      | Puesto 15 |           |  |
|  |                      |                      |    |                      |           |           |  |
|  | Letonia              | 76                   |    | Bosnia y Herzegovina | 99        |           |  |
|  | Ucrania              | 84                   |    |                      | Letonia   | 94        |  |

### Cuartos de final
| Fecha    | Partido  | Partido | Partido | Resultado |
| -------- | -------- | ------- | ------- | --------- |
| 04.07.97 | Grecia   | -       | Polonia | 72-62     |
| 04.07.97 | Lituania | -       | Serbia  | 60-75     |
| 04.07.97 | Rusia    | -       | España  | 70-67     |
| 04.07.97 | Turquía  | -       | Italia  | 43-66     |

### Puestos del 13º al 16º
| Fecha    | Partido              | Partido | Partido   | Resultado |
| -------- | -------------------- | ------- | --------- | --------- |
| 29.06.97 | Bosnia y Herzegovina | -       | Eslovenia | 61-73     |
| 29.06.97 | Letonia              | -       | Ucrania   | 76-84     |

### Puestos del 9º al 12º
| Fecha    | Partido | Partido | Partido  | Resultado |
| -------- | ------- | ------- | -------- | --------- |
| 04.07.97 | Israel  | -       | Alemania | 84-75     |
| 04.07.97 | Francia | -       | Croacia  | 84-79     |

### Puestos del 5º al 8º
| Fecha    | Partido | Partido | Partido  | Resultado |
| -------- | ------- | ------- | -------- | --------- |
| 05.07.97 | Polonia | -       | Lituania | 55-76     |
| 05.07.97 | España  | -       | Turquía  | 86-81     |

### Semifinales
| Fecha    | Partido | Partido | Partido | Resultado |
| -------- | ------- | ------- | ------- | --------- |
| 05.07.97 | Grecia  | -       | Serbia  | 80-88     |
| 05.07.97 | Rusia   | -       | Italia  | 65-67     |

### Decimoquinto puesto
| Fecha    | Partido              | Partido | Partido | Resultado |
| -------- | -------------------- | ------- | ------- | --------- |
| 30.06.97 | Bosnia y Herzegovina | -       | Letonia | 96-94     |

### Decimotercer puesto
| Fecha    | Partido   | Partido | Partido | Resultado |
| -------- | --------- | ------- | ------- | --------- |
| 30.06.97 | Eslovenia | -       | Ucrania | 75-80     |

### Undécimo puesto
| Fecha    | Partido  | Partido | Partido | Resultado |
| -------- | -------- | ------- | ------- | --------- |
| 05.07.97 | Alemania | -       | Croacia | 93-100    |

### Noveno puesto
| Fecha    | Partido | Partido | Partido | Resultado |
| -------- | ------- | ------- | ------- | --------- |
| 05.07.97 | Israel  | -       | Francia | 91-84     |

### Séptimo puesto
| Fecha    | Partido | Partido | Partido | Resultado |
| -------- | ------- | ------- | ------- | --------- |
| 06.07.97 | Polonia | -       | Turquía | 89-87     |

### Quinto puesto
| Fecha    | Partido | Partido | Partido  | Resultado |
| -------- | ------- | ------- | -------- | --------- |
| 06.07.97 | España  | -       | Lituania | 94-93     |

### Tercer puesto
| Fecha    | Partido | Partido | Partido | Resultado |
| -------- | ------- | ------- | ------- | --------- |
| 06.07.97 | Rusia   | -       | Grecia  | 97-77     |

### Final
| Fecha    | Partido | Partido | Partido | Resultado |
| -------- | ------- | ------- | ------- | --------- |
| 06.07.97 | Serbia  | -       | Italia  | 61-49     |

## Medallero
|            |        |       |
| Yugoslavia | Italia | Rusia |

## Clasificación final
| 1. - Serbia                |
| 2. - Italia                |
| 3. - Rusia                 |
| 4. - Grecia                |
| 5. - España                |
| 6. - Lituania              |
| 7. - Polonia               |
| 8. - Turquía               |
| 9. - Israel                |
| 10. - Francia              |
| 11. - Croacia              |
| 12. - Alemania             |
| 13. - Ucrania              |
| 14. - Eslovenia            |
| 15. - Bosnia y Herzegovina |
| 16. - Letonia              |

## Plantilla de los 4 primeros clasificados
1.Yugoslavia: Dejan Bodiroga, Predrag Danilović, Zoran Savić, Aleksandar Djordjevic, Zeljko Rebraca, Dejan Tomašević, Sasa Obradovic, Nikola Lonćar, Miroslav Beric, Milenko Topic, Nikola Bulatovic, Miroslav Radosevic (Entrenador: Željko Obradović)
2.Italia: Gregor Fučka, Carlton Myers, Claudio Coldebella, Riccardo Pittis, Denis Marconato, Dan Gay, Alessandro Frosini, Alessandro Abbio, Davide Bonora, Giacomo Galanda, Paolo Moretti, Flavio Carera (Entrenador: Ettore Messina)
3.Rusia: Vasili Karasev, Sergei Babkov, Mijaíl Mijáilov, Andrei Fetisov, Evgeni Kisurin, Vitali Nosov, Sergei Panov, Igor Kudelin, Evgeni Pashutin, Zakhar Pashutin, Dimitri Chakulin, Igor Kurashov (Entrenador: Serguéi Belov)
4.Grecia: Nikos Ekonomou, Fanis Christodoulou, Giorgos Sigalas, Evangelos Koronios, Fragiskos Alvertis, Nikos Boudouris, Efthimios Rentzias, Giorgos Kalaitzis, Kostas Patavoukas, Dimitris Papanikolaou, Christos Myriounis, Ioannis Giannoulis (Entrenador: Panagiotis Giannakis)

## Trofeos individuales
- MVP

 Yugoslavia Aleksandar Djordjevic
- Anotadores del torneo

|   | Jugador            | Puntos | Partidos | Puntos por partido |
| - | ------------------ | ------ | -------- | ------------------ |
| 1 | Artūras Karnišovas | 186    | 9        | 20,7               |
| 2 | Oded Kattash       | 176    | 8        | 22,0               |
| 3 | Gintaras Einikis   | 152    | 9        | 16,9               |
| 4 | Carlton Myers      | 142    | 6        | 19,2               |
| 5 | Tomer Shteinhaur   | 137    | 8        | 17,1               |

## Varios
Fue un torneo bastante decepcionante, principalmente por la irregular organización, con poca afluencia de público y escasa brillantez en el juego. Yugoslavia se proclamó campeona tras vencer en la final a Italia por 61-49. El partido fue calificado por muchos como la peor final europea de la historia.[¿según quién?]
La selección española finalizó en quinta posición. Esta fue su composición: 
Bases: Rafael Jofresa, Tomás Jofresa, Nacho Rodríguez. 
Escoltas: Roger Esteller, Alberto Angulo. 
Aleros: Alberto Herreros, Mike Smith, José Antonio Paraíso. 
Pívots: Alfonso Reyes, Roberto Dueñas, Juan Antonio Orenga, Ferrán Martínez.
| Predecesor: Grecia 1995 | Eurobasket XXX edición | Sucesor: Francia 1999 |

- Datos: Q810322